# De re diplomatica
Il De re diplomatica è un'opera in sei libri in latino pubblicata a Parigi nel 1681 da Jean Mabillon, monaco benedettino della congregazione di San Mauro. È considerato il testo fondativo delle due moderne discipline della diplomatica e della paleografia. Lo storico Marc Bloch ha scritto in proposito: «Quell'anno – il 1681, anno della pubblicazione del De re diplomatica, data davvero grande nella storia dello spirito umano – venne definitivamente fondata la critica dei documenti d'archivio».
Il titolo completo dell’opera è: De re diplomatica libri VI, in quibus quidquid ad veterum instrumentorum antiquitatem, materiam, scripturam & stilum; quidquid ad sigilla, monogrammata, subscriptiones ac notas chronologicas; quidquid inde ad antiquariam, historicam forensemque disciplinam pertinet, explicatur & illustratur. Accedunt commentarius de antiquis regum Francorum palatiis, veterum scripturarum varia specimina, tabulis LX comprehensa nova ducentorum, & amplius, monumentorum collectio.

## Antecedenti
Nel 1672 apparve il breve trattato intitolato Censura diplomatis quod Ludovico imperatori fert acceptum coenobium Lindaviense, di Hermann Conring, professore all'Università di Helmstedt: interrogato sull'autenticità di un diploma che sarebbe stato concesso dall'imperatore Ludovico il Bavaro al convento delle canonichesse di Lindau, lo studioso tedesco espone chiaramente per la prima volta alcune delle regole che si ritroveranno nove anni dopo nel De re diplomatica (confronto con altri diplomi provenienti dalla stessa fonte al fine di stabilire segni distintivi; studio delle firme, della grafia, del background della persona che ha rilasciato il documento, ecc.).

## Genesi dell'opera
L'occasione per la stesura del De re diplomatica di Jean Mabillon fu una pubblicazione della Società dei bollandisti, ad Anversa. Questa istituzione guidata dai Gesuiti si dedicava a un approccio rigoroso all'agiografia e aveva sviluppato metodi di critica documentaria. Nell'agosto del 1668 i bollandisti Daniel Papebroch e Godfried Henschen iniziarono un giro delle abbazie delle valli della Mosa e della Mosella alla ricerca di documenti. Durante una sosta forzata in Lussemburgo, Papebroch esaminò una carta che si supponeva concessa nell'anno 646 dal re Dagoberto I, al monastero femminile di Œren (poi Sainte-Irmine), a Treviri; confrontandola con altri documenti provenienti dall'abbazia di San Massimino, concepì allora il progetto di formulare regole chiare per giudicare l'autenticità dei diplomi antichi. Il risultato di questo lavoro fu pubblicato come prefazione al secondo volume degli Acta Sanctorum Aprilis (Anversa, 1675), sotto il titolo: Propylæum antiquarium circa veri et falsi discrimen in vetustis membranis. Le sue conclusioni furono molto dure nei confronti dei diplomi monastici presumibilmente risalenti all'epoca merovingia (e in particolare quelli dell'abbazia di Saint-Denis): riteneva infatti che intorno all'XI secolo fosse stato realizzato un gran numero di falsi. Nel volume primo degli Acta Sanctorum Aprilis, un passo del commento alla Vita di sant'Alberto di Gerusalemme, autore della Regola dei Carmelitani, mette in dubbio la pretesa di tale ordine di risalire al tempo del profeta Elia.
I Benedettini e i Carmelitani si sentirono attaccati dai Gesuiti. I secondi reagirono facendo appello all’inquisizione spagnola: il 14 novembre 1695 essa condannò per eresia quattordici volumi degli Acta Sanctorum, e la pubblicazione fu messa all'Indice nel 1700. La reazione dei Benedettini, che allora costituivano in Francia la congregazione di San Mauro, fu più subdola, e soprattutto molto più efficace: Dom Vincent Marsolle, allora superiore generale della congregazione, incaricò in particolare Jean Mabillon di redigere una risposta; questi, assegnato dal 1664 all'abbazia di Saint-Germain-des-Prés presso il bibliotecario Luc d'Achery, si era già distinto per un'edizione delle opere di San Bernardo in sei volumi nel 1667, e poi per gli Acta Sanctorum ordinis sancti Benedicti in sæculorum classes distributa, i cui primi tre volumi, corrispondenti ai primi tre secoli dell'ordine, furono pubblicati nel 1668, 1669 e 1672. Per l'incarico affidatogli, Mabillon si avvalse della collaborazione del suo giovane collega Michel Germain, il quale, proveniente dall'abbazia di Saint-Remi di Reims, era allora assegnato a Saint-Germain-des-Prés, e che gli rimase fedele fino alla morte, avvenuta prematuramente vent’anni dopo.

## Organizzazione del'opera
A differenza dell'opuscolo di Papebroch, che si basava su pochissimi esempi, Mabillon era orgoglioso, come indica il titolo, di riportare una gamma molto ampia di documenti, e di averli riprodotti in parte in facsimile nella sua opera (libro V) sotto forma di 58 tavole a piena pagina, incisioni calcografiche realizzate da Pierre Giffart, che contribuirono al riconoscimento dell'opera presso il pubblico.
- Libro I: distinzione dei diplomi in base alla struttura e alle modalità di trasmissione; discussione dei principi posti da Papebroch su esempi particolari; presentazione di diversi supporti di scrittura e riflessioni sulla loro durabilità; stili e forme di scrittura, loro origine e diffusione.
- Libro II: ortografia; uso di formule e titoli; il lavoro nelle cancellerie, la divisione del lavoro tra gli ufficiali; uso e distribuzione dei sigilli; menzione di testimoni; sottoscrizioni; negli ultimi sei capitoli cronologia e datazione dei documenti.
- Libro III: discussione approfondita delle argomentazioni di Papebroch, ma anche di Hermann Conring, alla luce di una documentazione più ampia; nel sesto e ultimo capitolo, elenco delle norme generali per la valutazione dei diplomi.
- Libro IV: elenco alfabetico di 163 residenze reali, palazzi e ville, con la loro fondazione, la loro storia fino all'età moderna, quindi la loro presenza nelle fonti storiche e letterarie; dettagli sui legami di tale sovrano con tale residenza, i suoi soggiorni qui o là e la produzione di diplomi in tale o talaltra residenza; libro prodotto principalmente da Michel Germain.
- Libro V: analisi di esempi con riproduzione di documenti in incisione e commenti allegati; in particolare, il confronto di esemplari di scrittura di diversi periodi e regioni (scrittura maiuscola e corsiva romana, gallicana, carolina, gotica, runica, merovingia, sassone, longobarda, onciale e maiuscola), con dettagli sui monogrammi, sull'uso delle note tironiane, ecc.; classificazione degli alfabeti e dei tipi di scrittura.
- Libro VI: riproduzione di 211 testi di diploma citati nei libri precedenti, con nuovi commenti che ne evidenziano le singolarità o i collegamenti.

## Reazioni
La pubblicazione dell'opera fu subito considerata un evento nel mondo accademico. Colbert, a cui era dedicata, voleva concedere all'autore una pensione di duemila livre, che venne però rifiutata. Ma l'anno successivo Mabillon ricevette incarichi ufficiali, prima in Borgogna, poi in Germania, quindi in Italia, a spese del governo.
L'accoglienza ricevuta dall'opera è illustrata dalla corrispondenza tra Mabillon e Papebroch, contro il quale l'opera era stata originariamente concepita, e che era convinto di essere caduto nell'ipercriticismo: «Vi confesso che non ho altra soddisfazione nell'aver scritto su questo argomento se non quella di avervi dato l'opportunità di comporre un'opera così completa» - scrive a Mabillon - «[…] Non esitate, ogni volta che ne avrete l’occasione, a dire pubblicamente che sono del tutto della vostra opinione».

## Edizioni successive

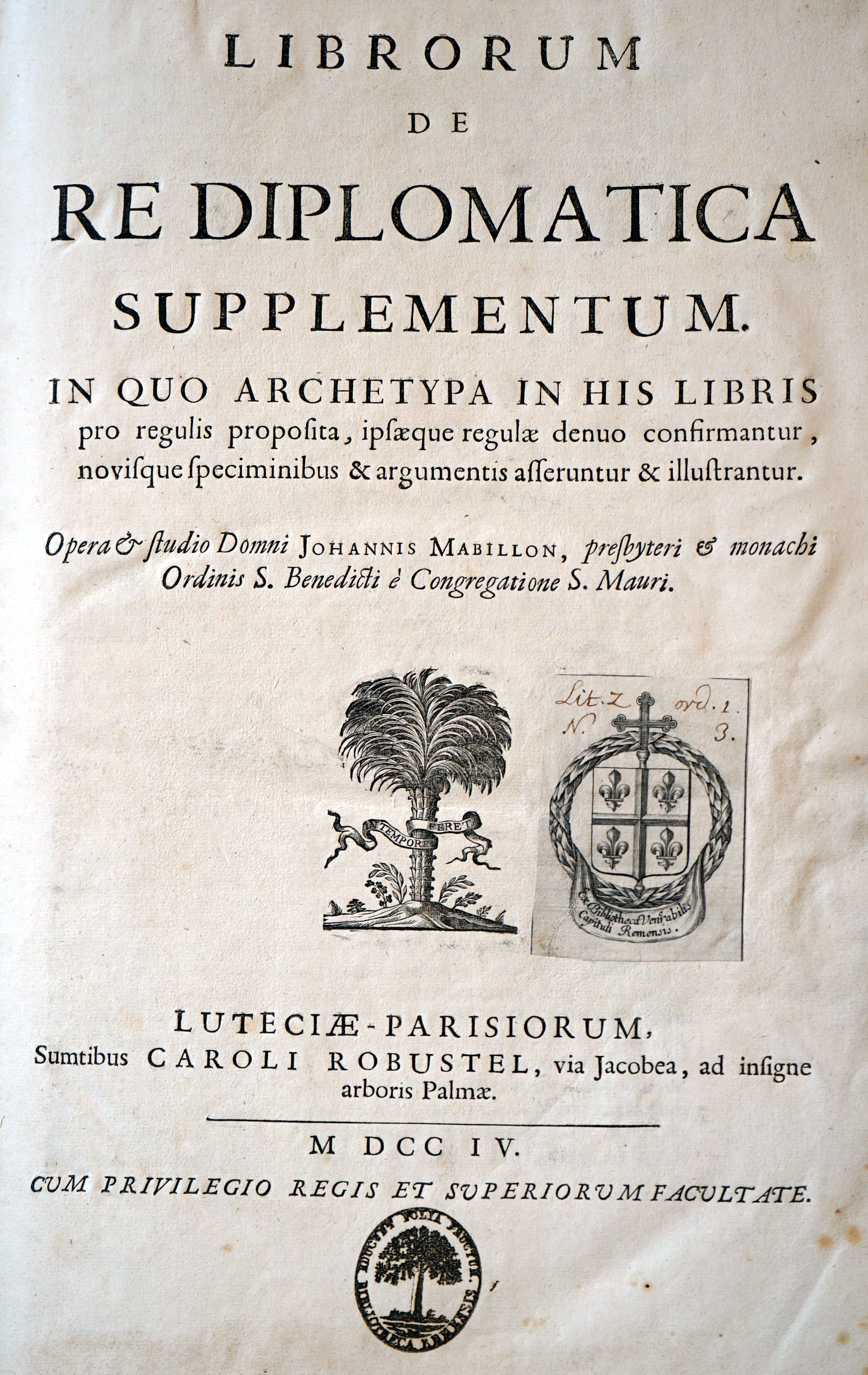
Il Supplementum.

Nel 1703 Barthélémy Germon, gesuita del collegio Louis-le-Grand, pubblicò un testo fortemente critico contro l'opera di Mabillon: De veteribus regum Francorum diplomatibus et arte secernendi antiqua diploma a falsis, ad r. P. J. Mabillionium disceptatio (Parigi, 1703, in-12). Questo fu l'inizio di un attacco in piena regola contro Mabillon e i suoi discepoli benedettini, in particolare Thierry Ruinart, che continuò in altre due pubblicazioni: De veteribus regum Francorum diplomatibus disceptatio II (Parigi, 1706, in-12) e De veteribus regum Francorum diplomatibus... disceptationes avversus Th. Ruinarti e J. Fontanini vindicias et epistolas D. Lazzarini e M.-A. Gatti (Parigi, 1707, in-12). Questi testi contenevano anche insinuazioni piuttosto pesanti.
L'attacco fu l'occasione per Mabillon di pubblicare un supplemento alla sua opera, che stava già preparando da tempo: Librorum de re diplomatica supplementum, in quo archetypa nel suo libris proposita ipsæque regulæ denuo confirmantur, novisque speciminibus et argumentis asseruntur & illustrantur (Parigi, 1704). Vi specifica in particolare la cronologia e la genealogia dell'Alto Medioevo, inserisce un nuovo capitolo sugli stili di scrittura e sui materiali usati per scrivere, e aggiunge numerosi altri esempi e fac-simili di diplomi. Una questione importante era se fosse probabile che i documenti su pergamena o su papiro fossero potuti sopravvivere per così tanti secoli.
Mabillon stava già lavorando a una seconda edizione dell'opera principale, che non poté completare a causa della sua morte, avvenuta nel dicembre 1707. Fu il suo discepolo Thierry Ruinart che, sulla base degli appunti che Mabillon aveva lasciato, diede al pubblico questa seconda edizione nel 1709. Integra il Supplementum del 1704 ed è preceduta da una lunga prefazione di Dom Ruinart.
Nel 1789, lo studioso napoletano Giovanni Adimari (o Altomare) pubblicò la terza edizione del De re diplomatica, riprendendo il testo della seconda, l'"edizione napoletana", in due grandi volumi lussuosi, con l'aggiunta di note a piè di pagina che aggiornavano i dibattiti citati.
La Congregazione di San Mauro produsse in seguito una seconda grande opera di riferimento nel campo della diplomazia: il Nouveau traité de diplomatique, où l'on examine les fondements de cet art, on établit des règles sur le discernement des titres, et l'on expose historiquement les caractères des bulles pontificales et des diplômes donnés en chaque siècle, avec des éclaircissements sur un nombre considérable de points d'histoire, de chronologie, de critique & de discipline, di René-Prosper Tassin e Charles-François Toustain, in sei volumi pubblicati tra il 1750 e il 1765. Questo nuovo trattato fu scritto non più in latino, ma in francese.